# Sadelgallmygga
Sadelgallmyggan (Haplodiplosis marginata) är en tvåvingeart som först beskrevs av Roser 1840. Haplodiplosis marginata ingår i släktet Haplodiplosis och familjen gallmyggor. Inga underarter finns listade i Catalogue of Life.

## Kännetecken och levnadssätt
Sadelgallmyggan är en liten mygga som blir runt 4-5 mm lång. Myggan kännetecknas av ett mörkt bröst, genomskinliga vingar och en rödaktig bakkropp. Den 5 mm stora larven är i början av sin levnadstid vit för att sedan gå över i en mer röd färg. 
De vuxna myggorna samt förpuppade larver övervintrar gärna i en tung jord. De vuxna myggorna svärmar i början på sommaren, i juni. De rödbruna äggen läggs i äggsamlingar på bladen på stråsäd såsom vete och korn. Även vissa gräsarter, speciellt kvickrot lockar till sig myggorna. När larverna sedan kläcks tar de sig ner till bladslidorna där de börjar att äta på växten. Som resultat av myggornas ätande bildas det karakteristiska sadel-lika missbildningar/knölar på växten. Dessa i sin tur leder till svaga/knäckta strån där näringstillförseln begränsas från att gå upp i växtens ax. Detta kan leda till stora skördeförluster. 

## Utbredning
Sadelgallmyggan förekommer främst i norra samt centrala Europa. I Sverige hittar man arten i de södra delarna av landet såsom i Skåne, där man sett anmärkningsvärda skador på bland annat vete- och kornodlingar. 

## Skada och bekämpning
Då myggan påverkar bildandet av ax och småax på grödorna så ger de en stor skördeförlust vid stora angrepp, där stora delar av fälten kan ha fått kraftigt reducerade småax.
Sadelgallmyggan anses ändå vara ovanlig i Sverige och påvisas inte alltför ofta. Enligt studier från SLU har man sett att den ogärna förflyttar sig längre sträckor.
När det kommer till bekämpning fungerar det bäst att förebygga insekten med hjälp av växtföljd. En växtföljd där värdväxterna korn och vete inte sås alltför tätt inpå varandra bidrar till ett hämmande av myggans förökning. Att dessutom reglera ogrästrycket i form av kvickrot (även den en värdväxt) kan även hämma förökningen av myggan. 
Bekämpning kemiskt görs med fördel vid den tidpunkt då äggen kläcks.